# Crida Demòcrata Cristiana
Crida Demòcrata Cristiana (neerlandès Christen Democratisch Appèl CDA) és un partit polític neerlandès fundat el 1980, després de l'aliança del 1977 del Partit Popular Catòlic, el Partit Antirevolucionari i la Unió Cristiana Històrica.

## Ideologia
És un partit cristià democràtic, però la Bíblia és només una font d'inspiració, tot i que té diputats jueus, hindús i musulmans. Defensa propietat, justícia i solidaritat, l'església ha de treballar conjuntament amb l'estat en temes com benestar social i beneficència, subsidiarietat (concepte protestant d'esfera de sobirania), estat no ho ha de controlar tot, és centrista amb tics conservadors: oposició entrada de Turquia a la Unió Europea, menys tolerància amb drogues, avortament, prostitució o eutanàsia, més escoles i hospitals no regulats per estat.

## Antecedents
Vers el 1880 els partits catòlic i protestant van fer una coalició per tal de crear escoles religioses. El 1888 es formà el primer govern cristià-democràtic d'Aeneas Baron Mackay, i el 1894 els conservadors antipapistes abandonaren el Partit Antirevolucionari per a crear la Unió Cristiana Històrica. La divisió entre els partits es produí per temes com la representació neerlandesa a la Santa Seu o el futur de les Índies Neerlandeses. Des del 1918 ambdós partits van tenir la majoria al Parlament neerlandès fins al 1967. Després de la Segona Guerra Mundial els tres partits cristianodemocrates eren el Partit Antirevolucionari, la Unió Cristiana Històrica i el Partit Popular Catòlic KVP.

## Formació
A partir dels anys seixanta la societat neerlandesa es va secularitzar i els tres partits van perdre electors. Mentre que a les eleccions de 1963 els tres partits tenien el 61% dels vots, a les de 1972 havien baixat al 32%, cosa que els va obligar a treballar plegats. El 1967 es va formar el Grup dels 18, per tal de planejar la futura col·laboració dels tres partits.
El 1968 els líders dels tres partits Norbert Schmelzer (KVP), Barend Biesheuvel (ARP) i Jur Mellema (CHU) anunciaren en públic que treballarien plegats, cosa que va donar bons resultats a nivell local. El 1971 van presentar un programa electoral comú. Després del desastre electoral de 1972, Piet Steenkaamp fou encarregat de formar un nou partit amb la coalició dels tres, cosa que es va formalitzar el 1973, però el govern de Joop den Uyl (PvdA) va frustrar-la, ja que no hi volia membres de la CHU. Així tots tres van decidir formar un únic grup parlamentari.

## Consolidació
A la caiguda de Den Uyl el 1977 els tres es van presentar en una llista comuna, CDA, encapçalada per Dries van Agt, antic ministre de justícia amb Den Uyl, amb un programa centrista. Els resultats de les eleccions de 1977 l'obligaren a dialogar amb den Uyl, però la seva animositat va frustrar les converses i finalment pactaren govern amb el VVD (conservadors liberals), cosa que provocà escissions dels elements més progressistes. L'11 d'octubre de 1980 els tres partits deixaren d'existir com a tals i la nova CDA fou fundat com a partit unitari. A les eleccions de 1981, CDA i VVD perderen la majoria i hagueren de pactar amb el PvdA, amb van Agt com a cap de govern i den Uyl com a vicepresident, però els enfrontaments personals entre ambdós forçarien noves eleccions el 1982.
Després de les eleccions es formà un govern majoritari de CDA-VVD dirigit pel nou cap, Ruud Lubbers, que inicià un nou programa de reforma de la jubilació, liberalització de serveis públics, retalls pressupostaris i de pensions. Lubbers va vèncer a les eleccions de 1986 i 1989 i pogué governar amb el VVD. Però a les eleccions de 1989 hagué de cooperar amb el PvdA. Però els conflictes personals dins el govern i les reformes de les pensions li passaren factura i a les eleccions de 1994 va perdre, i per primer cop des de 1918, passà a l'oposició i sense cap ministre la govern. El partit es va veure immers en lluites internes pel lideratge i l'adaptació de les noves idees comunitàries.
Després de les tumultuoses eleccions de 2002, en les que va ser assassinat Pim Fortuyn, va rebre molt suport electoral ja quer era vist com un partit estable, i participà en la coalició de Balkenende amb VVD i LPF, però les lluites internes dins la Llista Pim Fortuyn van provocar noves eleccions el 2003, del que derivà una nova coalició entre conservadors i progressistes, i que proposà un ambiciós programa de reformes, incloses lleis restrictives a l'emigració, democratització de les institucions polítiques i reforma de les lleis laborals i de la seguretat social. Després de les eleccions de 2006 va formar una nova coalició amb el PvdA i la Unió Cristiana, més progressista i caracteritzat per un augment de la despesa pública i dels impostos. Després de les eleccions de 2010 va formar una nova coalició amb el Partit Popular per la Llibertat i la Democràcia i el polèmic suport parlamentari del partit xenòfob Partit per la Llibertat (PVV). El govern va caure el 23 d'abril de 2012 degut al fet que el CDA i el VVD no van aconseguir arribar a un acord amb el PVV per implementar noves mesures per reduir al dèficit fiscal. A les eleccions del setembre de 2012, el PVV va disminuir significativament la seva representació i va passar a l'oposició.

## Resultats electorals

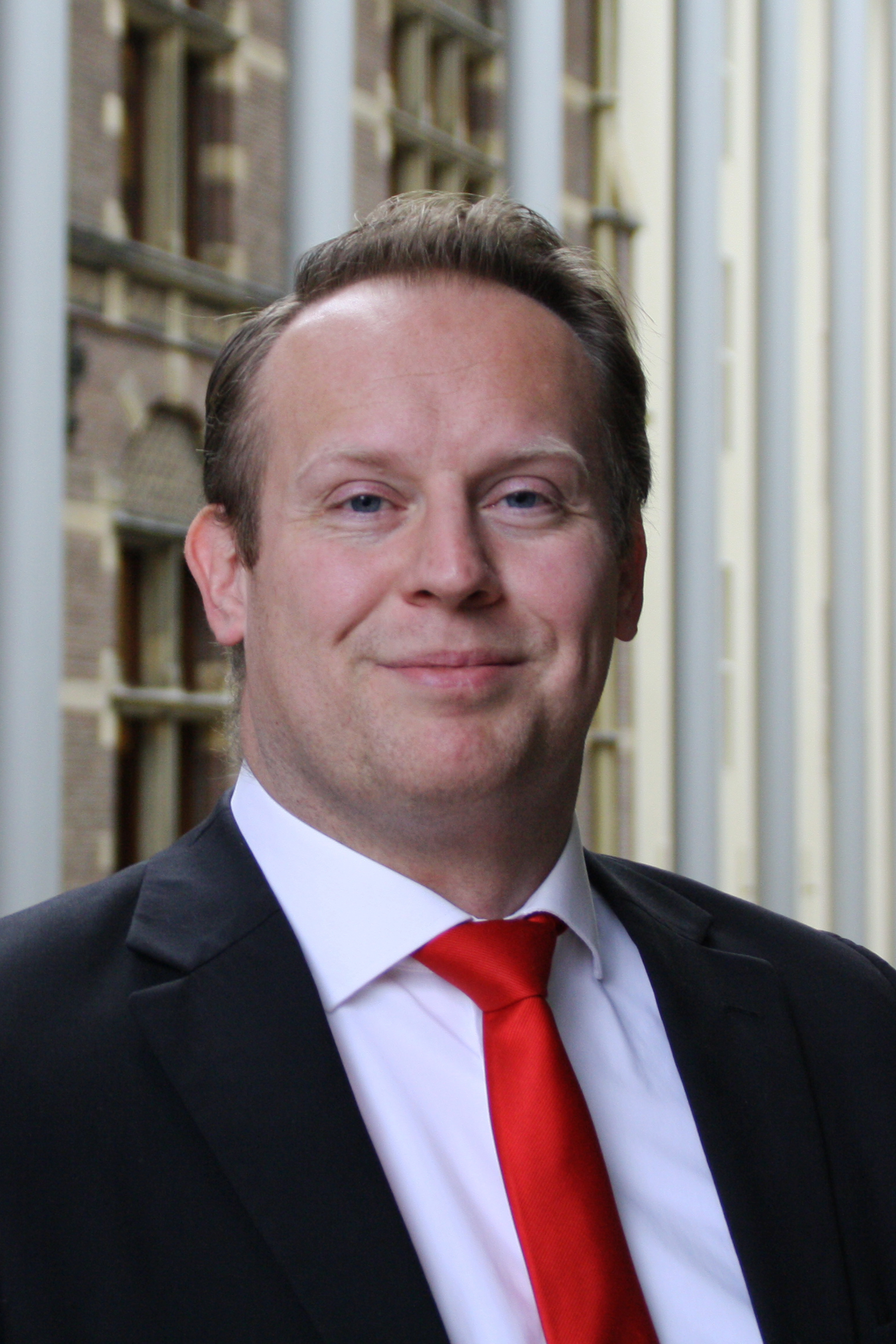
Pieter Heerma, Leader in the House of Representatives since 2022.

### Cambra de Representants
| Any  | Líder                 | Vots      | %         | Escons   | +/– | Govern   |
| ---- | --------------------- | --------- | --------- | -------- | --- | -------- |
| 1977 | Dries van Agt         | 2,653,416 | 31.9 (#2) | 49 / 150 | 1   | Coalició |
| 1981 | Dries van Agt         | 2,677,259 | 30.8 (#1) | 48 / 150 | 1   | Coalició |
| 1982 | Dries van Agt         | 2,420,441 | 29.4 (#2) | 45 / 150 | 3   | Coalició |
| 1986 | Ruud Lubbers          | 3,172,918 | 34.6 (#1) | 54 / 150 | 9   | Coalició |
| 1989 | Ruud Lubbers          | 3,140,502 | 35.3 (#1) | 54 / 150 | =   | Coalició |
| 1994 | Elco Brinkman         | 1,996,418 | 22.2 (#2) | 34 / 150 | 20  | Oposició |
| 1998 | Jaap de Hoop Scheffer | 1,581,053 | 18.4 (#3) | 29 / 150 | 5   | Oposició |
| 2002 | Jan Peter Balkenende  | 2,653,723 | 27.9 (#1) | 43 / 150 | 14  | Coalició |
| 2003 | Jan Peter Balkenende  | 2,763,480 | 28.6 (#1) | 44 / 150 | 1   | Coalició |
| 2006 | Jan Peter Balkenende  | 2,608,573 | 26.5 (#1) | 41 / 150 | 3   | Coalició |
| 2010 | Jan Peter Balkenende  | 1,281,886 | 13.6 (#4) | 21 / 150 | 20  | Coalició |
| 2012 | Sybrand Buma          | 801,620   | 8.5 (#5)  | 13 / 150 | 8   | Oposició |
| 2017 | Sybrand Buma          | 1,301,796 | 12.4 (#3) | 19 / 150 | 6   | Coalició |
| 2021 | Wopke Hoekstra        | 989,385   | 9.5 (#4)  | 15 / 150 | 4   | Coalició |
| 2023 |                       | 339,876   | 3.33 (#7) | 5 / 150  | 10  | TBD      |

### Senat
| Any  | Vots | Pes    | %         | Escons  | +/– |
| ---- | ---- | ------ | --------- | ------- | --- |
| 1977 |      |        |           | 11 / 75 | 5   |
| 1980 |      |        |           | 27 / 75 | 3   |
| 1981 |      |        |           | 28 / 75 | 1   |
| 1983 |      |        |           | 26 / 75 | 2   |
| 1986 |      |        |           | 26 / 75 | =   |
| 1987 |      |        |           | 26 / 75 | =   |
| 1991 |      |        |           | 27 / 75 | 1   |
| 1995 |      |        |           | 19 / 75 | 8   |
| 1999 |      |        |           | 20 / 75 | 1   |
| 2003 |      | 46,848 | 29.0 (#1) | 23 / 75 | 3   |
| 2007 |      | 43,501 | 26.7 (#1) | 21 / 75 | 2   |
| 2011 | 86   | 24,260 | 14.6 (#3) | 11 / 75 | 10  |
| 2015 | 89   | 25,145 | 14.9 (#2) | 12 / 75 | 1   |
| 2019 | 76   | 19,756 | 11.4 (#3) | 9 / 75  | 3   |
| 2023 | 47   | 13,136 | 7.34 (#5) | 6 / 75  | 3   |

### Parlament Europeu

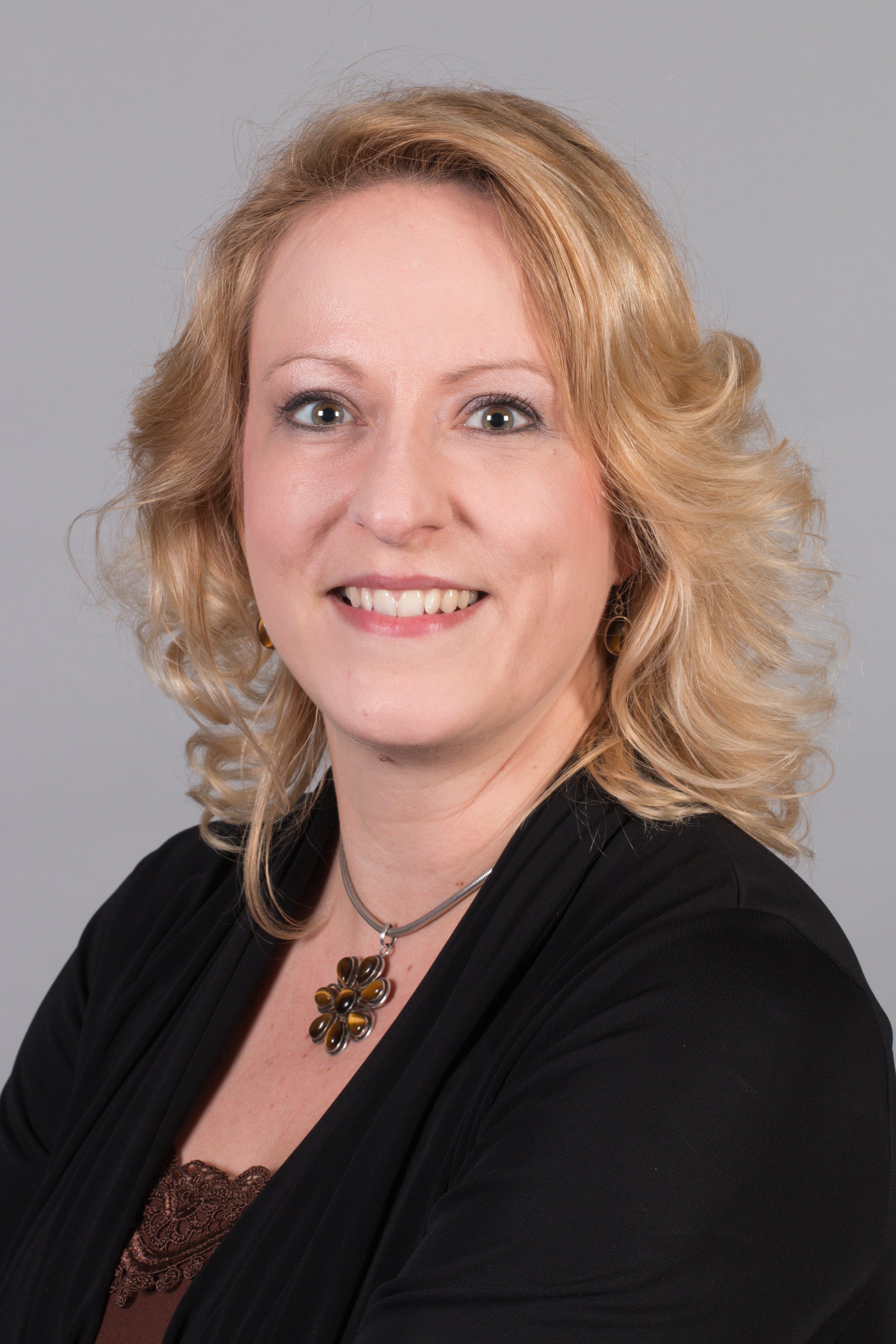
Esther de Lange, Lider al Parlament Europeu des de 2019

| Any  | Vots      | %          | Escons  | +/– | Notes  |
| ---- | --------- | ---------- | ------- | --- | ------ |
| 1979 | 2,017,743 | 35.60 (#1) | 10 / 25 | Nou | [ 2 ]  |
| 1984 | 1,590,218 | 30.02 (#2) | 8 / 25  | 2   | [ 3 ]  |
| 1989 | 1,813,035 | 34.60 (#1) | 10 / 25 | 2   | [ 4 ]  |
| 1994 | 1,271,840 | 30.77 (#1) | 10 / 31 | =   | [ 5 ]  |
| 1999 | 951,898   | 26.94 (#1) | 9 / 31  | 1   | [ 6 ]  |
| 2004 | 1,164,431 | 24.43 (#1) | 7 / 27  | 2   | [ 7 ]  |
| 2009 | 913,233   | 20.05 (#1) | 5 / 25  | 2   |        |
| 2009 | 913,233   | 20.05 (#1) | 5 / 26  | =   | [ 8 ]  |
| 2014 | 721,766   | 15.18 (#2) | 5 / 26  | =   | [ 9 ]  |
| 2019 | 669,555   | 12.18 (#3) | 4 / 26  | 1   |        |
| 2019 | 669,555   | 12.18 (#3) | 5 / 29  | 1   | [ 10 ] |
| 2024 | 588,617   | 9.45 (#4)  | 3 / 31  | 2   |        |